# Грин, Майкл (сценарист)
Майкл Грин (англ. Michael Green) — американский автор комиксов, сценарист кино и телевидения.

## Ранняя жизнь
Грин родился в еврейской семье и вырос в Мамаронеке, Нью-Йорке.

## Кино/телевидение
Грин является создателем и сценаристом драматического сериала NBC 2009 года «Короли», который основан на библейской истории царя Давида, но действие происходит в альтернативном настоящем времени. Другие работы Грина на телевидении включают в себя «Любовь вдовца», «Тайны Смолвиля», «Джек и Бобби», «Секс в большом городе» и «Герои». В 2012 году он написал сценарий и стал исполнительным продюсером пилота для канала ABC под названием «Готэм», а также стал исполнительным продюсером сериала «Река» на том же канале.
Грин является автором сценария фильма «Зелёный Фонарь». В 2007 году Майкл, вместе с остальным составом сценаристов, был номинирован на премию «Эмми» за лучший драматический сериал и на премию Гильдии сценаристов США за новый сериал. На 33-й церемонии премии «People’s Choice Awards» «Герои» выиграли премию как Любимая новая ТВ-драма.
Грин написал или стал соавтором сценария сиквела «Бегущего по лезвию», Дени Вильнёва, сиквела «Прометея» Ридли Скотта, «Убийства в „Восточном экспрессе“» Кеннета Браны, «Логана» Джеймса Мэнголда, а также вместе с Брайаном Фуллером написал сценарий, продюсировал и руководил телевизионной адаптацией «Американских богов» Нила Геймана.

## Фильмография
- Секс в большом городе (ТВ) (сценарист)
- Купидон (ТВ) (сценарист)
- Ищейки (сценарист)
- Тайны Смолвиля (сопродюсер)
- Джек и Бобби (супервайзовый продюсер)
- Любовь вдовца (соисполнительный продюсер)
- Герои (сценарист, соисполнительный продюсер)
- Короли (исполнительный продюсер)
- Зелёный Фонарь (сценарист)
- Река (шоураннер, исполнительный продюсер)
- Логан (сценарист)
- Чужой: Завет (сценарист)
- Бегущий по лезвию 2049 (сценарист)
- Убийство в «Восточном экспрессе» (сценарист)
- Американские боги (создатель, сценарист, исполнительный продюсер)
- Круиз по джунглям (сценарист)
- Смерть на Ниле (сценарист)
- Призраки в Венеции (сценарист)

## Награды и номинации
- «Эмми»: Лучший драматический сериал — «Герои» (2007, номинирован с Тимом Крингом (исполнительный продюсер), Деннисом Хаммер (исполнительный продюсер), Алланом Аркушом (исполнительный продюсер), Грегом Бименом (соисполнительный продюсер), Джесси Александером (соисполнительный продюсер), Джефом Лоубом (соисполнительный продюсер), Брайаном Фуллером (соисполнительный продюсер), Натали Чейдез (соисполнительный продюсер), Джеймс Кори (продюсер), Адам Армус (супервайзовый продюсер) и Норой Кэй Фостер)
- Премия Гильдии сценаристов США: Новый сериал — «Герои» (2007)